# Сумую (песня)
Сумую (с укр. — «Скучаю») — песня украинской певицы Джамалы, которая была записана в 2017 году на студии 211 Recording Studio в Киеве под руководством музыкального продюсера Виталия Телезина. Впервые песня была исполнена 19 августа на Mirum Music Festival в Минске, но официально ее презентовали 7 сентября в эфире радио «Аристократы». Релиз состоялся на цифровых платформах Apple Music и Google Play Music под лейблом Enjoy! Records.
Вместе с тем сингл имеет сторону „Б“, композицию «Любити», премьера которой состоялась еще в апреле 2017 года во время полуфинала седьмого сезона вокального шоу «Голос країни» на телеканале«1+1». Она была написана в соавторстве с писательницей Викторией Платовой, с которой певица неоднократно работала. В записи песен для нового релиза приняли участие клавишник Ефим Чупахин, барабанщик Сергей Балалаев, бас-гитарист Денис Мороз, трубач Дмитрий Бондарев и гитарист группы «Океан Ельзи» Владимир Опсеница.

## Музыкальное видео
Режиссером и продюсером музыкального видео к песне «Сумую» стал Игорь Стеколенко, который также работал c исполнительницами над «Заплуталась» и «I Believe in U». В нем попытались воссоздать идею о том, что творческий человек постоянно находится в состоянии творческого поиска. Съемки продолжались в течение двух дней в провинции Алгарви, на юге Португалии. Премьера состоялась 7 сентября 2017 года на видеохостинге YouTube.

## Участники записи
Песня
- Сусана Джамаладинова — автор музыки и текста, вокал, бэк-вокал.

Музыкальное видео
- Надежда Пожарская — продюсер
- Игорь Стеколенко — режиссер
- Денис Лущик — оператор
- Дмитрий Кочнев — монтаж
- Марина Ткаченко — колористка

## Список композиций
| №                   | Название            | Текст песни                  | Музыка               | Длительность |
| ------------------- | ------------------- | ---------------------------- | -------------------- | ------------ |
| 1.                  | «Сумую»             | Сусана Джамаладинова         | Сусана Джамаладинова | 4:11         |
| 2.                  | «Любити»            | С. Джамаладинова, В. Платова | С. Джамаладинова     | 4:30         |
| Общая длительность: | Общая длительность: | Общая длительность:          | Общая длительность:  | 8:41         |

## История релиза
| Регион  | Дата            | Формат               | Распространитель |
| ------- | --------------- | -------------------- | ---------------- |
| Украина | 7 сентября 2017 | Цифровая дистрибуция | Enjoy! Records   |